# Somni de Cap de Creus
Somni de Cap de Creus és un extens poema de Carles Fages de Climent (Figueres, 1902-1968), publicat postumament el 2003. Va ser la darrera obra de l'autor, en la qual treballà més de 12 anys. Té 4.000 versos.
Integrat per divuit cants, obertura, coda i epíleg, recrea el trànsit des del paganisme difús de l'Empordà grecollatí al cristianisme que basteix esglésies damunt els fonaments dels antics temples pagans. Inclou la conegudissima oració al Crist de la Tramuntana.
La llegenda diu que va ser Salvador Dalí qui va suggerir al seu amic Fages la idea d'aquest vast poema on els deus de l'Olimp prenen possessió del paisatge mineral del Cap de Creus, poblat de formes fantàstiques i oníriques, producte de l'erosió del mar i el vent.